# Cigándi Bélesfesztivál
A Cigándi Bélesfesztivál egy magyarországi gasztronómiai rendezvény
a bodrogközi Cigándon, melyet ezen a néven 2009 óta minden évben megrendeznek.
Az esemény teljes időtartama alatt népművészeti kézműves bemutató, 
játszóház, népi játékok, gasztronómiai bemutató és vásár várja az érdeklődőket. 
Hagyományosan az országos Kulturális Örökség Napjai programsorozat részeként megtartott esemény,
a Bodrogköz egyik meghatározó rendezvénye.
Sok településnek országszerte szinte az egyetlen kiugrási lehetősége abban rejlik, hogy hogyan tudják hitelesen megőrizni, felfedni az általuk örökölt hagyományokat, értékeiket. Nem kellenek ehhez nagy dolgok, csupán egy kis önkéntesség, elhivatottság, a település iránti kötődés, tisztelet.

## A rendezvény célja
A rendezvény célja, a Bodrogköz és Cigánd szellemi és tárgyi örökségének, népi hagyományainak felelevenítése, 
megőrzése, ápolása, valamint a szűkebb régió hátrányos helyzetű településein előállított tájjellegű 
termékek megismertetése, kiállítása és vására.
A fesztivál célkitűzése továbbá, hogy a térség települési értékei és a foglalkoztatás terén elért 
eredményei nagyobb figyelmet kapjanak és az érdeklődők kikapcsolódással egybekötve ismerjék 
meg a térségben rejlő lehetőségeket.

## Története

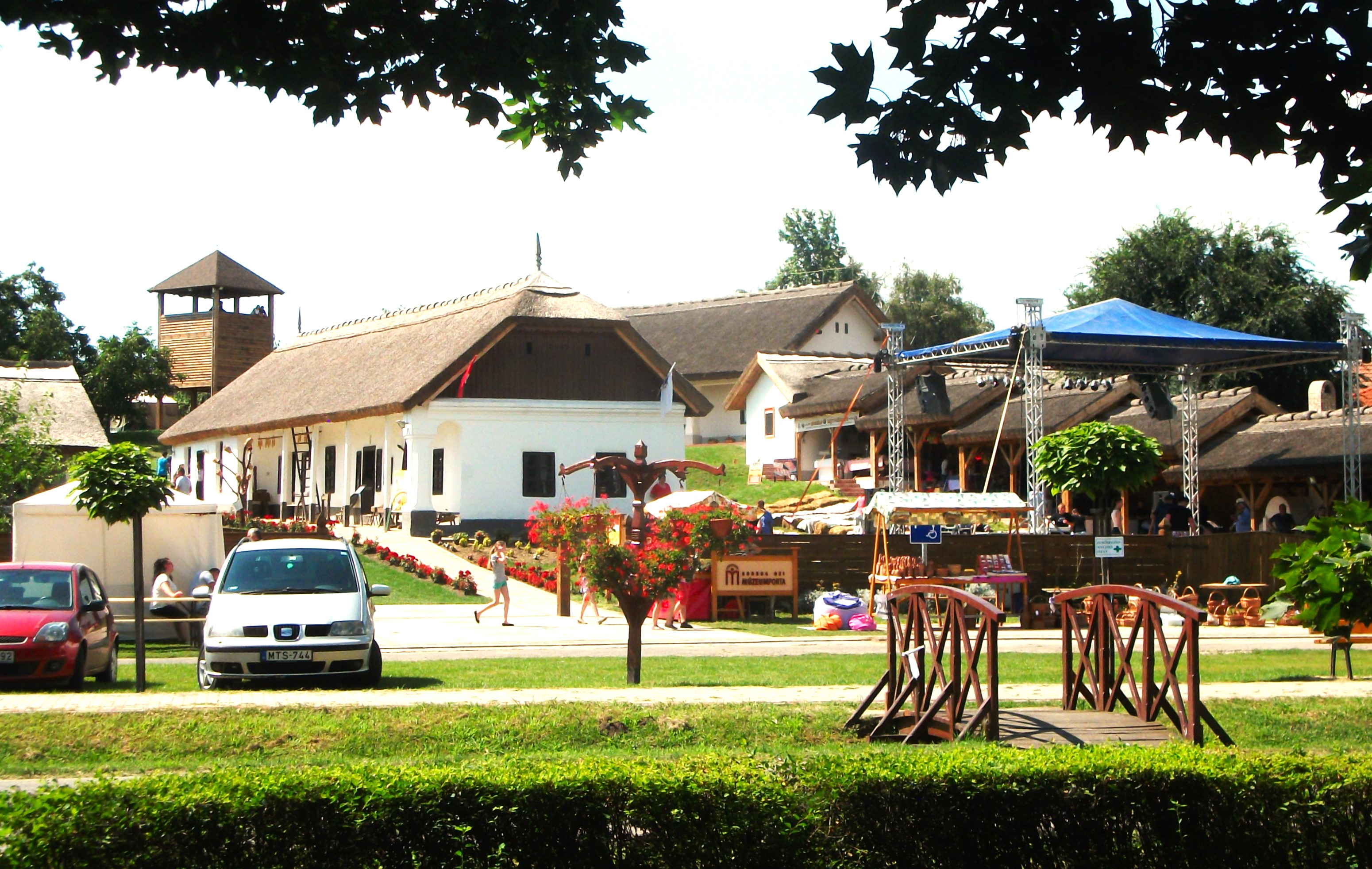
A cigándi Bélesfesztivál helyszíne (2016)

A cigándiak 2006-ban kapcsolódtak a Kulturális Örökség Napjai országos rendezvényéhez, 
amikor minden tájház és múzeum, ezen a napon egy fesztivál keretében, 
térítésmentesen mutathatja meg értékeit és az e naphoz kapcsolódó helyi szokásait. 
2006. szeptember 15-én indult a fesztiválrendezés Cigándon 
akkor még „Kukoricafesztivál” néven, ahol a kukorica feldolgozásával kapcsolatos hagyományokat mutatták be. 
Az első megrendezett fesztivál után a Bodrogközi Tájalapítvány tagjai úgy tervezték, hogy évente változó tematikájú fesztiválokat rendeznek. Így 2007-ben másodikként a „Szőttes karnevál” került megrendezésre, ahol leginkább a szőtteshagyományok, a len és a kender feldolgozásának bemutatása dominált.
2008-ban következett a „Körömpefesztivál” amikor a burgonya termesztést és gasztronómiai hagyományait elevenítették fel.
2009-ben következett a „Bélesfesztivál”, és a rendezvény neve ettől az évtől 
már nem változott. A „Bélesfesztivál” 2009-től évente, általában ősszel kerül megrendezésre Cigándon, a Bodrogközi Múzeumporta udvarán, a Kulturális Örökség Napjai rendezvénysorozat részeként.
Ebben az évben a Bodrogközi Kincses Napok keretében hozták létre a fesztivált, míg 2010-ben a Cigándi Falumúzeum fennállásának 10. évfordulóját is ünnepelték. 2011-ben az Új Széchenyi Terv támogatásával valósult meg a rendezvény.
2012-ben pedig az Európai Kulturális Örökség Napján rendezték meg a fesztivált. 2014-ben a 
Siketek és Nagyothallók Országos Szövetségének delegációja volt
a fesztivál vendége, 2015-ben a 10. Jubileumi Bélesfesztiválon pedig Seszták Miklós nemzeti fejlesztési miniszter tette tiszteletét.
2016-ban a korábbi évektől eltérően nem szeptemberben a Kulturális Örökség Napján, hanem július 22-23. 
között rendezték meg a Bélesfesztivált Cigándon, a felavatott Bodrogközi Múzeumportán.
A gasztronómiai események mellett az ExperiDance Tánctársulat Nostradamus-Világok vándora című előadása, népi mesterségek bemutatója (korongozás, agyagedény készítés, kötélverés, szövés) és néptánc gála is várta a látogatókat.
2017-ben lovaglási, íjászkodási, kézműveskedési lehetőség is nyílt a látogatók számára és 
megtekinthették az újonnan megnyílt Sőregi-ház állandó és két időszaki kiállítását. A 2018-as rendezvény egyben a 
Bodrogközi Kistérség Idősek Klubjainak találkozója is volt.
A 2020-as rendezvényen ünnepelték a falumúzeum fennállásának huszadik évfordulóját, 2021-ben pedig az esemény társrendezvényeként együtt rendezték meg az első Cigándi Járás Napjával, melyen a járás 17 kiállítója volt jelen.

## Összefoglaló táblázat
| Név                                    | Időpont              | Nevezetesebb fellépők (a teljesség igénye nélkül) |
| -------------------------------------- | -------------------- | --- |
| Kukoricafesztivál (I. Bélesfesztivál)  | 2006. szeptember 16. | |
| Szőtteskarnevál (II. Bélesfesztivál)   | 2007. szeptember 15. | Zsindely Népzenei Együttes; Talentum Együttes, Sárréti Népi Együttes, Cigándi Hagyományörzők, Fekete Csilla népdalénekes |
| Körömpefesztivál (III. Bélesfesztivál) | 2008. szeptember 20. | Kis Mária festőművész, Rozmaring Néptánc Együttes, Csárdás Citerazenekar, Zemplén Táncegyüttes, Sarkantyús Együttes, TriAngel Majorette Tánccsoport, Bürkös zenekar |
| IV. Bélesfesztivál                     | 2009. szeptember 19. | Bíró Gergő népzenei énekes, Vitéz László Pályi János előadásában |
| V. Bélesfesztivál                      | 2010. szeptember 18. | TriAngel Majorette Tánccsoport, Csárdás Citerazenekar és Hagyományőrző Énekkar, Nefelejcs Éneklő Csoport, Tiszakarádi Pávakör, Bürkös zenekar, Sarkantyús Együttes, Jakab Gábor fazekas népi iparművész kiállítása |
| VI. Bélesfesztivál                     | 2011. szeptember 17  | |
| VII. Bélesfesztivál                    | 2012                 | |
| VIII. Bélesfesztivál                   | 2013. szeptember 21. | Kovács Viktória - musical és operett műsora |
| IX. Bélesfesztivál                     | 2014. szeptember 20. | Hidvégi Band, Sógorok, Varga Viktor, Folk N Break, Cigándi Gyermektánccsoport, TriAngel Majorette Tánccsoport, Csárdás Citerazenekar és Hagyományőrző Énekkar, Dámóci Hagyományőrző Egyesület, Bodrogszerdahelyi Női Népdalkör, Sárospataki Alapfokú Művészeti Iskola Klasszikus Balett csoportja, Tiszavirág Néptánccsoport, Kékcsei Asszonykórus, Sarkantyús Néptáncegyüttes, Poór Péter, Szikes zenekar       |
| X. Bélesfesztivál                      | 2015. szeptember 9.  | Polyák Teodóra, Újvári Marika magyarnóta énekes, Cigándi Gyermek Tánccsoport, a Csárdás Citerazenekar és Hagyományőrző Énekkar, a Nagyrozvágyi Népdalkórus, a Dámóci Hagyományőrző Egyesület, a Sárospataki Alapfokú Művészeti Iskola növendékei, a Botorka Néptáncegyüttes, a Tiszakarádi Pávakör, a TriAngel Majorette Tánccsoport, Nefelejcs Kiskórus, Sarkantyús Néptáncegyüttes, Zsindely Népzenei Együttes |
| XI. Bélesfesztivál                     | 2016. július 22-23.  | ExperiDance Tánctársulat, Bürkös zenekar |
| XII. Bélesfesztivál                    | 2017. október 14.    | László Attila, Peter Šrámek, Zsindely Népzenei Együttes |
| XIII. Bélesfesztivál                   | 2018. szeptember 15. | Ricsifiú - humorista, Kocsis Janika - mulatós műsora |
| XIV. Bélesfesztivál                    | 2019. szeptember 28. | Hegedűs Csaba, Márió, Bokor János magyarnóta-énekes |
| XV. Bélesfesztivál                     | 2020. október 3.     | Csárdás Citerazenekar és Asszonykórus, Bodrogközi Cigányzenekar, Cigándi Gyermektánccsoport, Avas Néptáncegyüttes, Zsolca Táncegyüttes, a Zemplén Táncegyüttes, Matyó Néptáncegyüttes, Sarkantyús Néptáncegyüttes, Kalocsai Zsuzsa, TriAngel Majorette Tánccsoport, T. Danny |
| XVI. Bélesfesztivál                    | 2021. szeptember 25. | Dr. Artner Géza fotóművész kiállítása, Bodrogközi Cigányzenekar, Cactus Country Club, a Cosombolis Trió, Takács Nikolas, Parno Graszt, Zsindely Népzenei Együttes |
| XVII. Bélesfesztivál                   | 2022. október 1.     | Kolozsvári Gábor - nótaénekes, Csonka Zsuzsanna, ifj. Turpinszky Béla, Fiesta, Burai Krisztián és Binkhy, DJ Graffy és DJ Losonczi |
| XVIII. Bélesfesztivál                  | 2023. szeptember 30. | Mészáros Árpád Zsolt, Dorco Band, Döndi Duó & Roli |
| XIX. Bélesfesztivál                    | 2024. augusztus 17.  | Charlie, Abaházi Nagy Lívia |